# SKU Amstetten
Lo Sportklub Union Amstetten, conosciuto anche come SKU Amstetten, è una società calcistica austriaca fondata nel 1997 con sede ad Amstetten, in Bassa Austria. Gioca le partite casalinghe allo Ertl-Glas-Stadion e milita nella Erste Liga, seconda divisione del campionato austriaco di calcio. I colori sociali sono il bianco, il verde e il blu.

## Storia
Il club nasce nel 1997 dalla fusione dell'ex ASK Amstetten con l'SC Union Amstetten (fondata nel 1946).
Nella stagione 2007/08 il club ottiene la promozione in Regionalliga, il terzo livello del calcio austriaco, ma nella stagione successiva retrocede nuovamente nella Lega regionale della Bassa Austria. Dopo aver nuovamente conquistato la promozione nel 2011 il club è riuscito a mantenere la categoria fino alla stagione 2017/18, nella quale ha nuovamente conquistato la promozione approdando in Erste Liga.

## Stadio
La squadra gioca le partite casalinghe allo Ertl-Glas-Stadion di Amstetten.
Nel 2007 e nel 2008, lo stadio è stato completamente rinnovato e ampliato e offre 600 posti a sedere coperti e posti in piedi sulla "Sparkassen-Tribüne" (lato ovest) e circa 400 posti in piedi coperti sulla "Tribuna nord". Durante la pausa estiva del 2015, un'altra tribuna con circa 700 posti a sedere, un'area VIP e uno spazio aggiuntivo per i posti in piedi è stata costruita sul lato lungo orientale del campo. Insieme allo spazio in piedi aggiuntivo tra le tribune, per una capacità totale di circa 3000 spettatori.

## Organico

### Rosa 2024-2025
Aggiornata al 3 novembre 2024
| N. |                     | Ruolo | Calciatore          |
| -- | ------------------- | ----- | ------------------- |
| 1  | Austria (bandiera)  | P     | Armin Gremsl        |
| 2  | Austria (bandiera)  | D     | Felix Köchl         |
| 5  | Germania (bandiera) | D     | Yannick Oberleitner |
| 6  | Austria (bandiera)  | D     | Can Kurt            |
| 7  | Austria (bandiera)  | C     | Dominik Weixelbraun |
| 8  | Austria (bandiera)  | C     | Niels Hahn          |
| 9  | Germania (bandiera) | A     | Jesaja Herrmann     |
| 10 | Austria (bandiera)  | C     | Burak Yılmaz        |
| 12 | Austria (bandiera)  | D     | Lukas Deinhofer     |
| 13 | Austria (bandiera)  | P     | Simon Neudhart      |
| 14 | Austria (bandiera)  | C     | Daniel Scharner     |
| 15 | Austria (bandiera)  | C     | Philipp Offenthaler |
| 16 | Austria (bandiera)  | C     | Thomas Mayer        |
| 17 | Austria (bandiera)  | D     | Moritz Würdinger    |
| 18 | Austria (bandiera)  | C     | Sebastian Wimmer    |

| N. |                     | Ruolo | Calciatore                   |
| -- | ------------------- | ----- | ---------------------------- |
| 19 | Austria (bandiera)  | C     | Fabian Palzer                |
| 20 | Austria (bandiera)  | C     | Martin Grubhofer             |
| 21 | Austria (bandiera)  | C     | Ferdinand Unterbuchschachner |
| 22 | Austria (bandiera)  | D     | Tobias Gruber                |
| 24 | Austria (bandiera)  | D     | Mathias Hausberger           |
| 32 | Austria (bandiera)  | P     | Bernhard Scherz              |
| 37 | Austria (bandiera)  | A     | Jan-Sebastian Koppensteiner  |
| 40 | Austria (bandiera)  | P     | Felix Gutmann                |
| 41 | Turchia (bandiera)  | C     | Tolga Öztürk                 |
| 42 | Germania (bandiera) | C     | Jannik Wanner                |
| 43 | Austria (bandiera)  | C     | Felix Schönegger             |
| 45 | Austria (bandiera)  | C     | Marcel Seibert               |
| 77 | Austria (bandiera)  | C     | Marco Kadlec                 |
| 92 | Austria (bandiera)  | C     | Sebastian Leimhofer          |

### Staff tecnico
| Allenatore:               | Patrick Enengl      |
| Allenatore in seconda:    | Thomas Gebauer      |
| Preparatore dei portieri: | Wolfgang Haunschmid |
| Preparatore atletico:     | Patrick Schagerl    |
| Direttore sportivo:       | Harald Vetter       |